# Leichtathletik-Europameisterschaften 1978/Kugelstoßen der Frauen

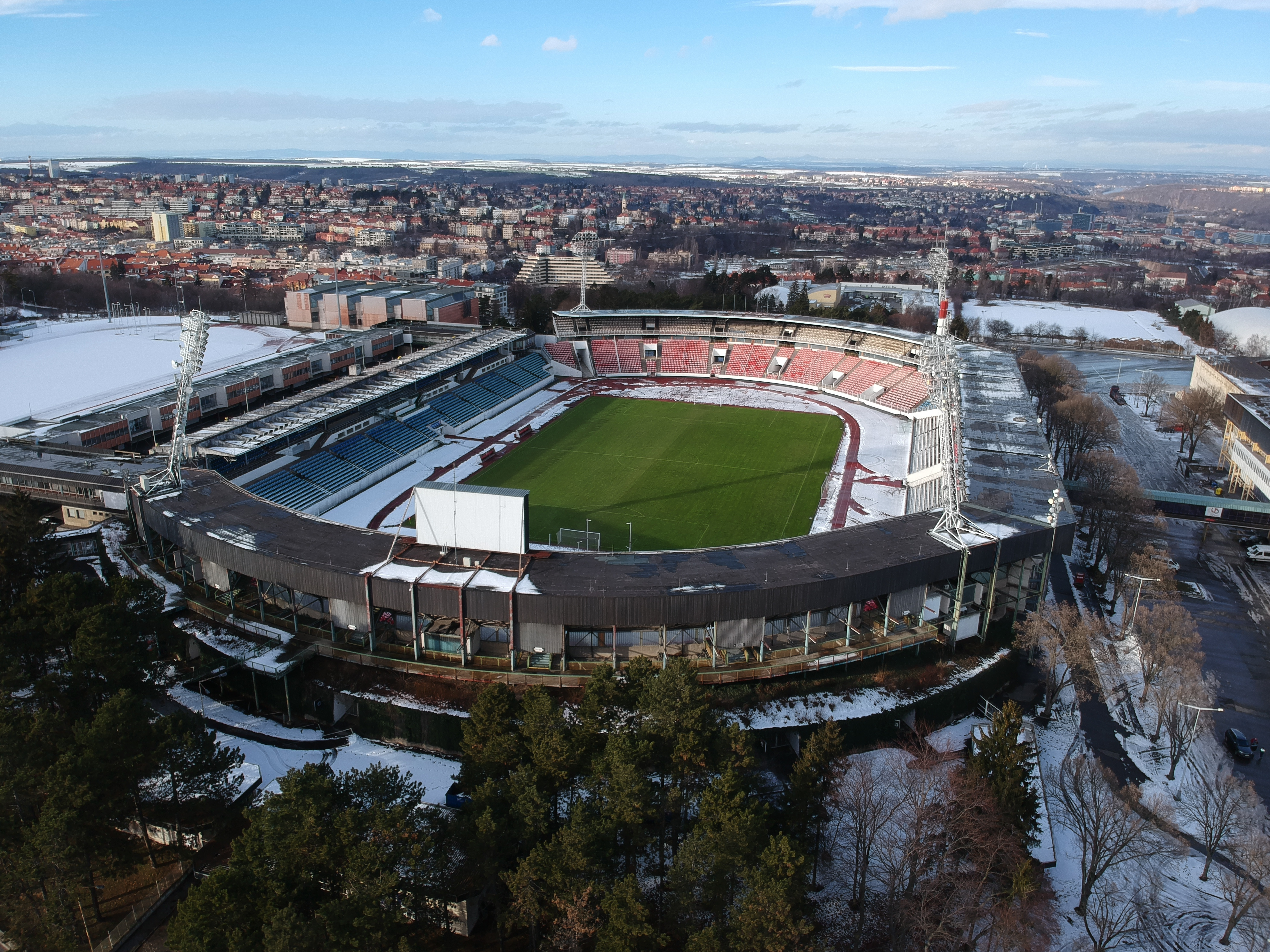
Das Stadion Evžena Rošického von Prag im Jahr 2009

Das Kugelstoßen der Frauen bei den Leichtathletik-Europameisterschaften 1978 wurde am 30. August 1978 im Stadion Evžena Rošického von Prag ausgetragen.
Mit Gold und Bronze errangen die Kugelstoßerinnen aus der DDR in diesem Wettbewerb zwei Medaillen. Europameisterin wurde Ilona Slupianek. Platz zwei belegte die tschechoslowakische Olympiadritte von 1976, EM-Dritte von 1974 und Weltrekordinhaberin Helena Fibingerová. Bronze ging an Margitta Droese, die am darauffolgenden Tag die Silbermedaille im Diskuswurf errang.

## Rekorde

### Bestehende Rekorde
| Weltrekord           | 22,32 m | Helena Fibingerová    | Nitra, Tschechoslowakei (heute Slowakei) | 20. August 1977   |
| Europarekord         | 22,32 m | Helena Fibingerová    | Nitra, Tschechoslowakei (heute Slowakei) | 20. August 1977   |
| Meisterschaftsrekord | 20,78 m | Nadeschda Tschischowa | EM Rom, Italien                          | 2. September 1974 |

### Rekordverbesserung
Europameisterin Ilona Slupianek aus der DDR verbesserte den bestehenden EM-Rekord am 30. August um 63 Zentimeter auf 21,41 m. Zum Welt- und Europarekord fehlten ihr 91 Zentimeter.

## Doping
In diesem Wettbewerb gab es einen Dopingfall. Die bulgarische Athletin Elena Stojanowa, die ursprünglich Rang fünf belegt hatte, wurde wegen Verstoßes gegen die Antidopingbestimmungen nachträglich disqualifiziert und für achtzehn Monate gesperrt. Die im Finale zunächst hinter ihr platzierten Athletinnen rückten um jeweils einen Rang nach vorne.
Benachteiligt wurde die ursprünglich neuntplatzierte und dan auf Rang acht vorgerückte Rumänin Mihaela Loghin. Ihr wurden durch Stojanowas Dopingbetrug drei Versuche genommen, denn Loghin war nach Beendigung des Vorkampfs nicht unter den besten acht Athletinnen platziert und somit für den Endkampf mit drei weiteren Stößen nicht zugelassen.

## Durchführung
Bei nur zwölf Teilnehmerinnen gab es keine Qualifikation, alle Athletinnen traten gemeinsam zum Finale an.

## Legende
Kurze Übersicht zur Bedeutung der Symbolik – so üblicherweise auch in sonstigen Veröffentlichungen verwendet:
| –   | verzichtet            |
| x   | ungültig              |
| CR  | Championshiprekord    |
| NM  | keine Weite (no mark) |
| ogV | ohne gültigen Versuch |

## Finale
30. August 1978, 17:00 Uhr
| Platz | Name                    | Nation           | 1. Versuch (m) | 2. Versuch (m) | 3. Versuch (m) | 4. Versuch (m)                                | 5. Versuch (m)                                | 6. Versuch (m)                                | Bestweite (m) |
| 1     | Ilona Slupianek         | DDR              | x              | 19,98          | 20,87          | 20,23                                         | 20,44                                         | 21,41                                         | 21,41 CR      |
| 2     | Helena Fibingerová      | Tschechoslowakei | 19,89          | 20,86          | x              | x                                             | x                                             | 19,64                                         | 20,86000      |
| 3     | Margitta Droese         | DDR              | 18,06          | 19,59          | 20,28          | 20,58                                         | 20,48                                         | 20,31                                         | 20,58000      |
| 4     | Swetlana Kratschewskaja | Sowjetunion      | 19,81          | 19,41          | 19,80          | 19,89                                         | 19,85                                         | 20,13                                         | 20,13000      |
| 5     | Eva Wilms               | BR Deutschland   | 18,10          | 19,20          | 19,02          | 18,43                                         | x                                             | 18,57                                         | 19,20000      |
| 6     | Iwanka Petrowa          | Bulgarien        | x              | 18,51          | 18,72          | 18,85                                         | x                                             | 18,62                                         | 18,85000      |
| 7     | Swetlana Melnikowa      | Sowjetunion      | 17,41          | 17,78          | 18,19          | 17,53                                         | 18,63                                         | x                                             | 18,63000      |
| 8     | Mihaela Loghin          | Rumänien         | 16,83          | 16,81          | 17,35          | eigentlich zu drei weiteren Stößen berechtigt | eigentlich zu drei weiteren Stößen berechtigt | eigentlich zu drei weiteren Stößen berechtigt | 17,35000      |
| 9     | Zdeňka Bartoňová        | Tschechoslowakei | x              | 17,23          | 16,86          | nicht im Finale der besten acht Athletinnen   | nicht im Finale der besten acht Athletinnen   | nicht im Finale der besten acht Athletinnen   | 17,23000      |
| 10    | Beatrix Philipp         | BR Deutschland   | 16,86          | 17,02          | 17,13          | nicht im Finale der besten acht Athletinnen   | nicht im Finale der besten acht Athletinnen   | nicht im Finale der besten acht Athletinnen   | 17,13000      |
| NM    | Nina Issajewa           | Sowjetunion      | x              | x              | x              | nicht im Finale der besten acht Athletinnen   | nicht im Finale der besten acht Athletinnen   | nicht im Finale der besten acht Athletinnen   | ogV000        |
| DOP   | Elena Stojanowa         | Bulgarien        | 18,62          | 18,96          | 19,43          | 18,45                                         | 19,19                                         | x                                             | 19,43000      |

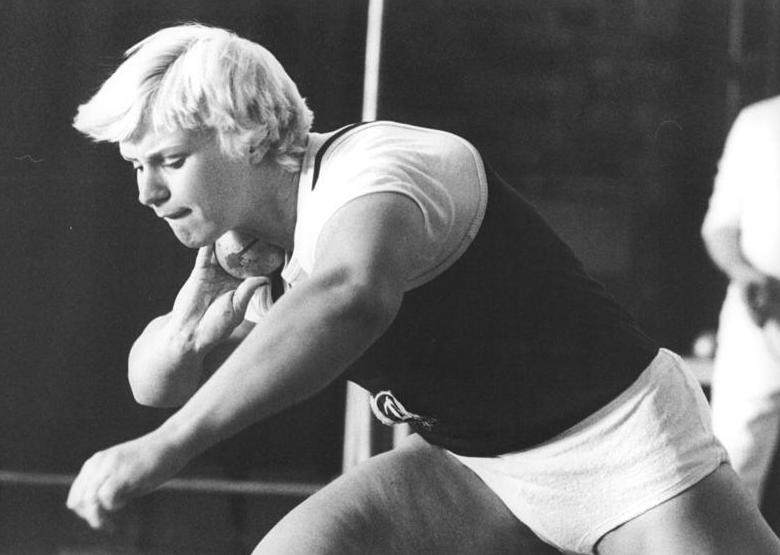
Nach einer positiven Dopingprobe im Jahr 1977[3] wurde Ilona Slupianek Europameisterin – ihr Olympiasieg 1980, ihre EM-Titelverteidigung 1982 und ihre beiden später erzielten Weltrekorde müssen zweifellos auf dem heute bekannten Hintergrund der DDR-Dopingpraxis gesehen werden
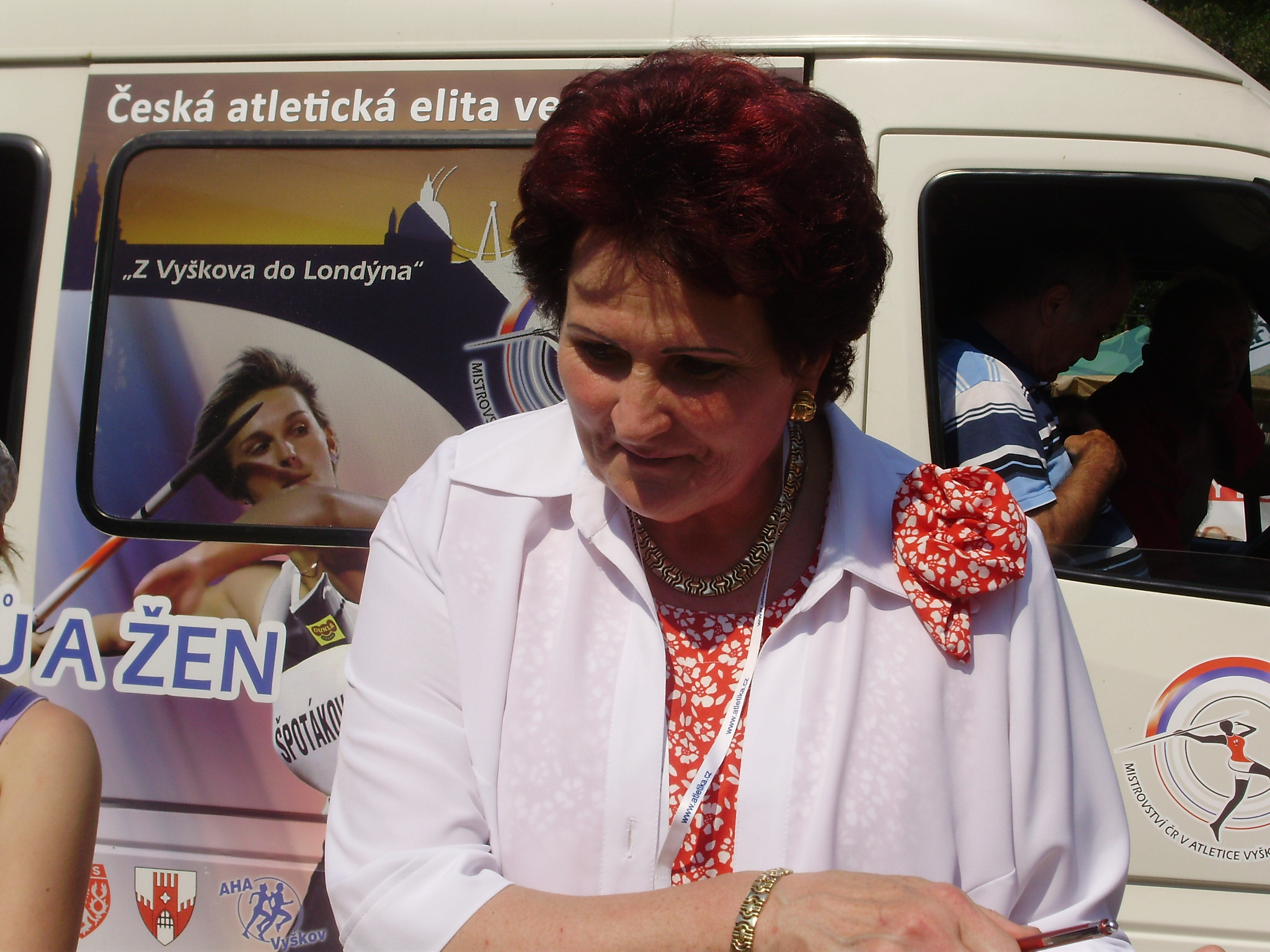
Die Olympiadritte von 1976, EM-Dritte von 1974 und Weltrekordinhaberin Helena Fibingerová (hier im Jahr 2012) gewann Silber – im weiteren Verlauf ihrer erfolgreichen Karriere war ihr größter Erfolg der WM-Titel 1983
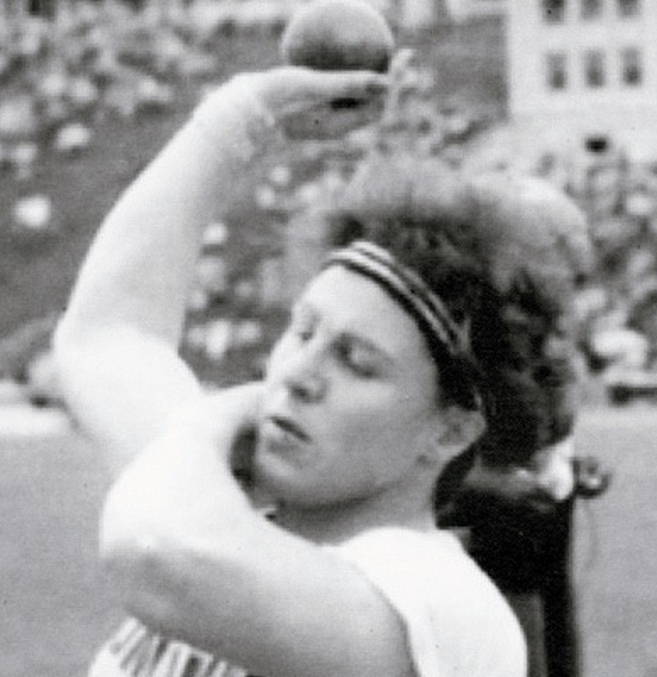
Mihaela Loghin belegte Rang acht, nachdem sie durch Dopingsünderin Elena Stojanowa um drei Versuche gebracht worden war – 1984 wurde sie Olympiazweite